# Louis-François-Auguste de Rohan-Chabot
Louis-François-Auguste kardinal de Rohan-Chabot, francoski rimskokatoliški duhovnik, škof in kardinal, * 29. februar 1788, Pariz, † 8. februar 1833.

## Življenjepis
1. junija 1822 je prejel duhovniško posvečenje.
27. aprila 1828 je bil imenovan za nadškofa Aucha; potrjen je bil 23. junija 1828.
6. julija 1828 je bil imenovan za nadškofa Besançona; potrjen je bil 15. decembra 1828 in škofovsko posvečenje je prejel 18. januarja 1829. 5. februarja istega leta pa je bil še ustoličen.
5. julija 1830 je bil povzdignjen v kardinala in imenovan za kardinal-duhovnika SS. Trinità al Monte Pincio. 

Umrl je 8. februarja 1833.